# Glend
Glend ist ein nördlicher Stadtteil der oberfränkischen Stadt Coburg.

## Geografie
Das Dorf liegt an einer Altstraßengabelung, die heute durch die Sulzdorfer, Neuseser und Beuerfelder Straße gebildet wird. Westlich von Glend befindet sich das Naturschutzgebiet Vogelfreistätte Glender Wiesen mit dem Goldbergsee.

## Geschichte
Glend wurde nach dem Erbbuch des Klosters Langheim von 1390 als Glinde erstmals in einer Urkunde von 1294 genannt. Im Verlauf des Dreißigjährigen Kriegs waren im Jahr 1636 von sieben Häusern noch zwei bewohnt und nur zehn Prozent der Felder bestellt.
1868 verfügte das Herzoglich Sächsische Staatsministerium, dass Glend sich aufgrund zu geringer Größe einer Nachbargemeinde anzuschließen hatte. Die Gemeinde entschied sich für Bertelsdorf. Die evangelische Kirche und Schule lagen im 2,3 Kilometer entfernten Neuses bei Coburg. Eine von Bertelsdorf beantragte Ausgemeindung lehnte das Coburger Staatsministerium am 7. Januar 1914 ab.
1793 bestand die Ortschaft aus sechs Häusern und 36 Einwohnern. 1837 lebten in dem Dorf 51 Personen. Der Weiler hatte im Jahr 1865 40 Einwohner und fünf Häuser. 1871 umfasste Glend fünf Wohngebäude, sieben Haushalte und 49 Einwohner bei einer Fläche von 182 Hektar. 1925 zählte Glend 47 Personen und 6 Wohngebäude. 1970 lebten in dem Ort 66 Personen in dreizehn Häusern.
Am 1. Januar 1977 folgte die Eingemeindung von Bertelsdorf und Glend nach Coburg mit 365 ha Gemeindefläche und 629 Einwohnern.